# Ветвистое
Ветви́стое (ранее разъезд Маму́т; укр. Вітвисте, крымскотат. Mamut, Мамут) — село в Джанкойском районе Республики Крым, входит в состав Ермаковского сельского поселения (согласно административно-территориальному делению Украины — Ермаковского сельского совета Автономной Республики Крым).

## Население
| 2001 | 2014 |
| ---- | ---- |
| 69   | ↘62  |

Всеукраинская перепись 2001 года показала следующее распределение по носителям языка
| Язык             | Процент |
| ---------------- | ------- |
| русский          | 57.97   |
| крымскотатарский | 39.13   |
| белорусский      | 1.45    |

### Динамика численности
| - 1915 год — 20 чел. - 1926 год — 13 чел. - 1989 год — 116 чел. | - 2001 год — 69 чел. - 2009 год — 80 чел. - 2014 год — 62 чел. |

## Современное состояние
На 2017 год в Ветвистом числится 4 разъезда и станция Мамут; на 2009 год, по данным сельсовета, село занимало площадь 1,3 гектара на которой, в 39 дворах, проживало 80 человек.

## География
Ветвистое — небольшое село в центре района, в степном Крыму, высота центра села над уровнем моря — 15 м. Соседние сёла: Комсомольское в 2,5 км на юго-запад и Придорожное в 1 км на восток. Расстояние до райцентра — около 15 километров (по шоссе) на юг, в селе находится железнодорожная станция — Мамут.

## История
Полустанок, или разъезд, Мамут (название получил по близлежащей деревне) был построен, видимо, одновременно с железной дорогой — в 1874 году, время появления поселения в документах не зафиксировано. Впервые, как административная единица, упомянут в Статистическом справочнике Таврической губернии 1915 года, согласно которому на полустанке Мамут Богемской волости Перекопского уезда числилось 2 двора и 20 человек приписных жителей.
После установления в Крыму Советской власти, по постановлению Крымревкома от 8 января 1921 года № 206 «Об изменении административных границ» была упразднена волостная система и в составе Джанкойского уезда (преобразованного из Перекопского) был создан Джанкойский район. В 1922 году уезды преобразовали в округа. 11 октября 1923 года, согласно постановлению ВЦИК, в административное деление Крымской АССР были внесены изменения, в результате которых округа были ликвидированы, основной административной единицей стал Джанкойский район и село включили в его состав. Согласно Списку населённых пунктов Крымской АССР по Всесоюзной переписи 17 декабря 1926 года, на разъезде Мамут (821 километр) Таганашского сельсовета Джанкойского района, числилось 4 двора, все некрестьянские, население составляло 13 человек, из них 6 русских, 4 белоруса и 3 украинца. Когда селению при станции было присвоено название и статус посёлка по доступным документам установить не удалось — в списках переименований 1948 года и за период с 1954 по 1968 год этот факт не отражён (возможно, был переименован как железнодорожная станция в 1952 году). С 25 июня 1946 года Мамут в составе Крымской области РСФСР, а 26 апреля 1954 года Крымская область была передана из состава РСФСР в состав УССР. Время включения в Медведевский сельсовет пока не установлено: на 15 июня 1960 года посёлок уже числился в его составе. 1 апреля 1977 года создан Ермаковский сельсовет в который включили Ветвистое. По данным переписи 1989 года в посёлке проживало 116 человек. С 12 февраля 1991 года Ветвистое в восстановленной Крымской АССР, 26 февраля 1992 года переименованной в Автономную Республику Крым. С 21 марта 2014 года в составе Крыма аннексировано Россией.